# Jan Kotek

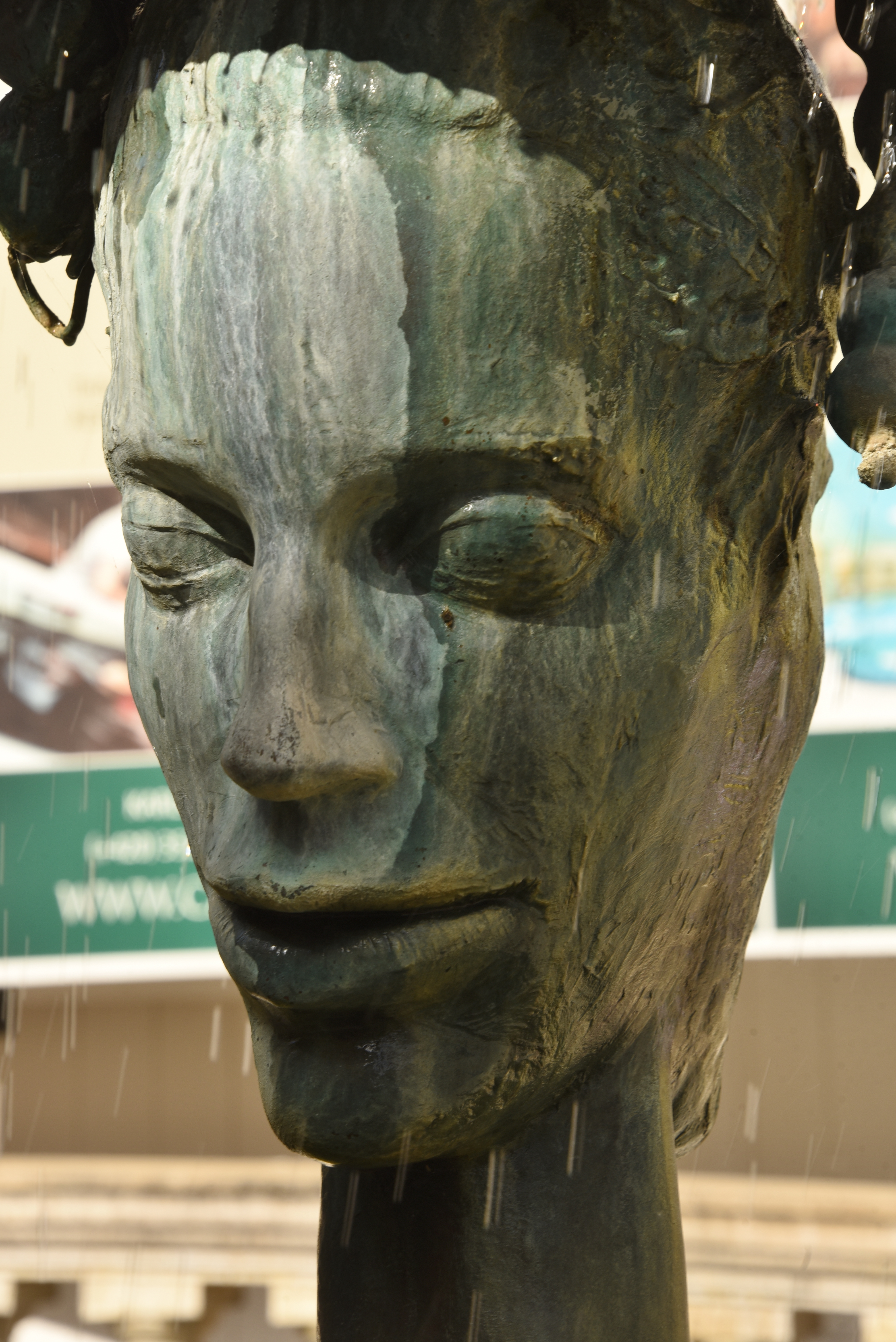
Detail dívčí tváře z fontány v Karlových Varech

Jan Kotek (* 21. února 1956 Karlovy Vary) je akademický sochař, který od roku 1984 působí ve svém rodném městě. Znám je jako autor mnoha děl především v Karlových Varech – např. kopií sochy Kamzíka na Jelením skoku, plastikou Pieta u hotelu Thermal, fontánou Den a noc na Zámecké kolonádě nebo sochou T. G. Masaryka v centru města, ale i třeba kopií sousoší Lovec v paláci Koburg ve Vídni nebo v Iowě kopií sousoší svaté Ludmily z dílny M. B. Brauna.

## Život

### Mládí a studium
Jan Kotek se narodil 21. února 1956 v Karlových Varech. Od mládí projevoval zájem o výtvarné umění (v LŠU a v ateliéru karlovarského sochaře Václava Lokvence). V letech 1971–1975 vystudoval střední sochařsko-kamenickou školu v Hořicích v Podkrkonoší. Jan měl vždy štěstí na dobré pedagogy. Zde to byl především sochař, medailér, malíř a šperkař Jan Wagner, syn slavného malíře a sochaře Josefa Wagnera, který ho výrazně ovlivnil.
V období 1978–1984 studoval Akademii výtvarných umění v Praze. Zde to byli sochař, profesor, rektor AVU a též politik Miloš Axman, ale také sochař Stanislav Hanzík, kteří měli na Jana Kotka největší vliv. Ve stejném ročníku s ním studovali talentovaní studenti, jako např. sochaři Petr Novák a Zdeněk Tománek a malíři Jiří Šorm, Miroslav Macko a Lada Fajxová. Své šestileté studium na Akademii zakončil diplomovou prací – plastikou dívky. Ta již v té době prozrazovala jeho zájem o figurativní sochařství.

### Období dospělosti

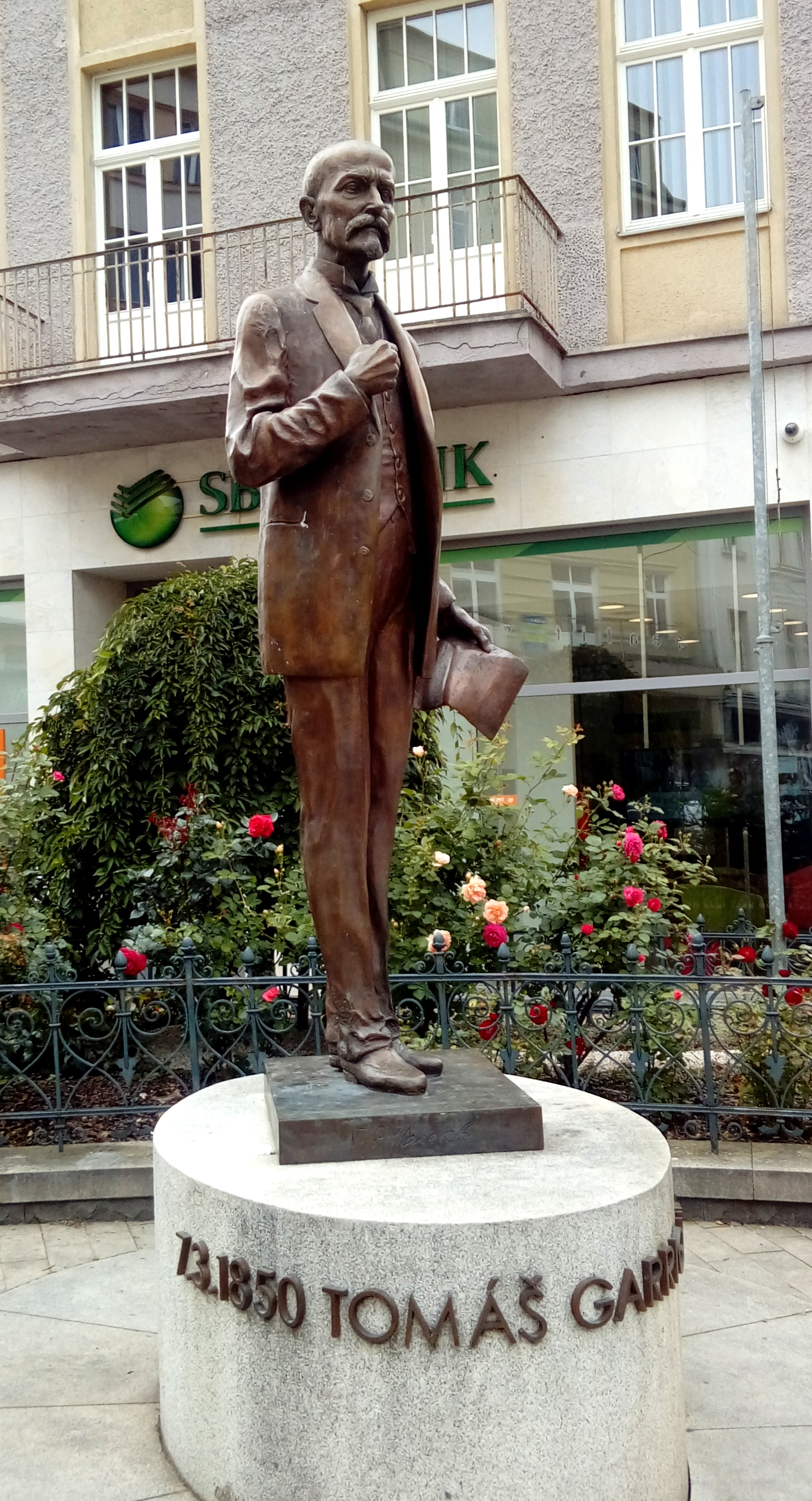
Pomník prezidenta Tomáše Garrigua Masaryka na pěší zóně v centru Karlových Varů

Po ukončení studia v roce 1984 se Jan Kotek vrátil do Karlových Varů, kde od té doby působí jako sochař. V tehdejším Československu poměry pro mladé absolventy Akademie hledající uplatnění nebyly nejlepší a Jan Kotek, který v té době již byl ženatý a měl malého syna, se potýkal s existenčními potížemi. Byli to jeho starší profesní kolegové sochař Oldřich Forman a v té době významný akademický sochař Karel Kuneš, kteří mu v jeho začátcích výrazně pomohli. Tvorba Jana Kotka se tehdy musela omezit na to, co si doba žádala, a nebylo příliš prostoru pro vlastní uměleckou činnost. V tomto období se také věnoval známé plastice Kamzíka.
V době změn roku 1989 se v Čechách pro Jana Kotka, co se týče možností sochařské činnosti, příliš nezměnilo. Odešel tehdy do Švýcarska, kde našel práci na restaurování sochařských architektonických prvků kláštera v Mariasteinu na švýcarsko-francouzském pomezí. Poté pracoval jako pomocník akademického sochaře Ludwiga Stockera. Zde získal další zkušenosti z hlediska uměleckého poznání a seznámil se s novými technologiemi, které byly významné pro jeho další uměleckou tvorbu. Po návratu domů si splnil dlouholetý sen vybudovat v Karlových Varech vlastní galerii. Společně s karlovarským výtvarníkem-keramikem Milanem Neubertem otevřeli na Zámeckém vrchu Galerii Alfa Omega. Jan Kotek se později stal jejím jediným vlastníkem a provozovatelem. Po patnácti letech však pro nezájem společnosti o umění musela galerie přerušit činnost.
V dalším období Jana Kotka zaujala práce se sklem, tedy materiálem, který patří k tradici Karlových Varů především díky světově známé sklárně Moser. Spolupracoval pak se sklářem Milanem Mottlem, kdy sochař dodával návrhy díla a sklář je vytvářel. V tomto období vznikly figurální skleněné plastiky v životní velikosti, ale i křehká a průsvitná těla z živočišné říše (např. obrovský pavouk, včela nebo sépie).
Následovala čtyřletá zakázka ze zahraničí, tentokrát z Rakouska, na které se Jan Kotek podílel se dvěma kolegy – Václavem Mejvaldem a Petrem Veselým. Bylo nutno vypracovat kopie klasicistních soch z 18. století palácového komplexu Koburg v centru Vídně. Originály soch během času strádaly povětrnostními vlivy, měly být uloženy do depozitáře vídeňské galerie a nahrazeny kopiemi. Jednalo se o pět nadživotních soch z vídeňského vápence – alegorie s tematikou lovu, hudby, hospodářství a rostlinstva.
Další zakázka byla velká výzva. Práce na kopii sousoší svaté Ludmily od jednoho z nejvýznamnějších barokních mistrů Matyáše Bernarda Brauna, která započala v roce 2003 dovozem pětitunového kvádrového masivu z hořického pískovce na umělcovu zahradu ve Stanovicích. Při realizaci pomáhali dva přátelé, Monika Lokajová a Václav Mejvald, podstavec realizoval Adam Veselý. Doba, za kterou došlo k vytesání tohoto monumentu, byla přesně dva roky. Práce byla dokončena na jaře roku 2005 a po dvouměsíční plavbě přes oceán byla socha dopravena do města Cedar Rapids v Iowě.
V následném období Jana Kotka přitahoval bronz. Zpočátku se soustředil na techniku odlévání a modelaci malých plastik, přičemž opět převažovaly motivy figurálních kompozic. Později dostal zakázku od Svazu bojovníků za svobodu, jejímž investorem byl tehdejší Okresní úřad v Karlových Varech, vyhotovit památník v upomínku obětem 1. a 2. světové války. Pro umístění bylo vybráno místo u hotelu Thermal. Pomník představuje zahalenou postavu ženy v nadživotní velikosti. Vznikl v roce 1998, instalován a slavnostně odhalen byl 8. května 2000.
Další zakázka, ale jiná svým obsahem i formou, byla fontána Den a noc na schodišti u Zámeckých lázní pro investora J. Frenkela. Jan Kotek se na její realizaci spolupodílel s autorem architektonického řešení Zámeckých lázní Alexandrem Mikolášem. Konečná podoba fontány je však převážně dílo sochaře, vzniklo v roce 2001.
Pomník československého prezidenta Tomáše Garrigua Masaryka v Karlových Varech je z roku 2007. Podnět pro jeho zhotovení dali lidé žijící ještě v meziválečné době sdružující se ve spolku T. G. Masaryka v Karlových Varech. Pro umístění bylo vybráno nároží dvou karlovarských ulic v centru města – ulice pojmenované shodně po prvním československém prezidentu třída T. G. Masaryka a ulice nesoucí jméno významné karlovarské osobnosti Dr. Davida Bechera. Studii umístění vypracoval karlovarský architekt Břetislav Kubíček, investorem bylo město. Jan Kotek měl na realizaci sochy necelý rok. Autorova snaha byla vyjádřit osobnost Tomáše Garrigua Masaryka s důrazem na jeho morální kvality, s velkým důrazem na jeho životní asketismus a vnitřní kázeň. Slavnostní odhalení pomníku proběhlo 15. září 2007 při příležitosti 70. výročí Masarykova úmrtí.

## Tvorba

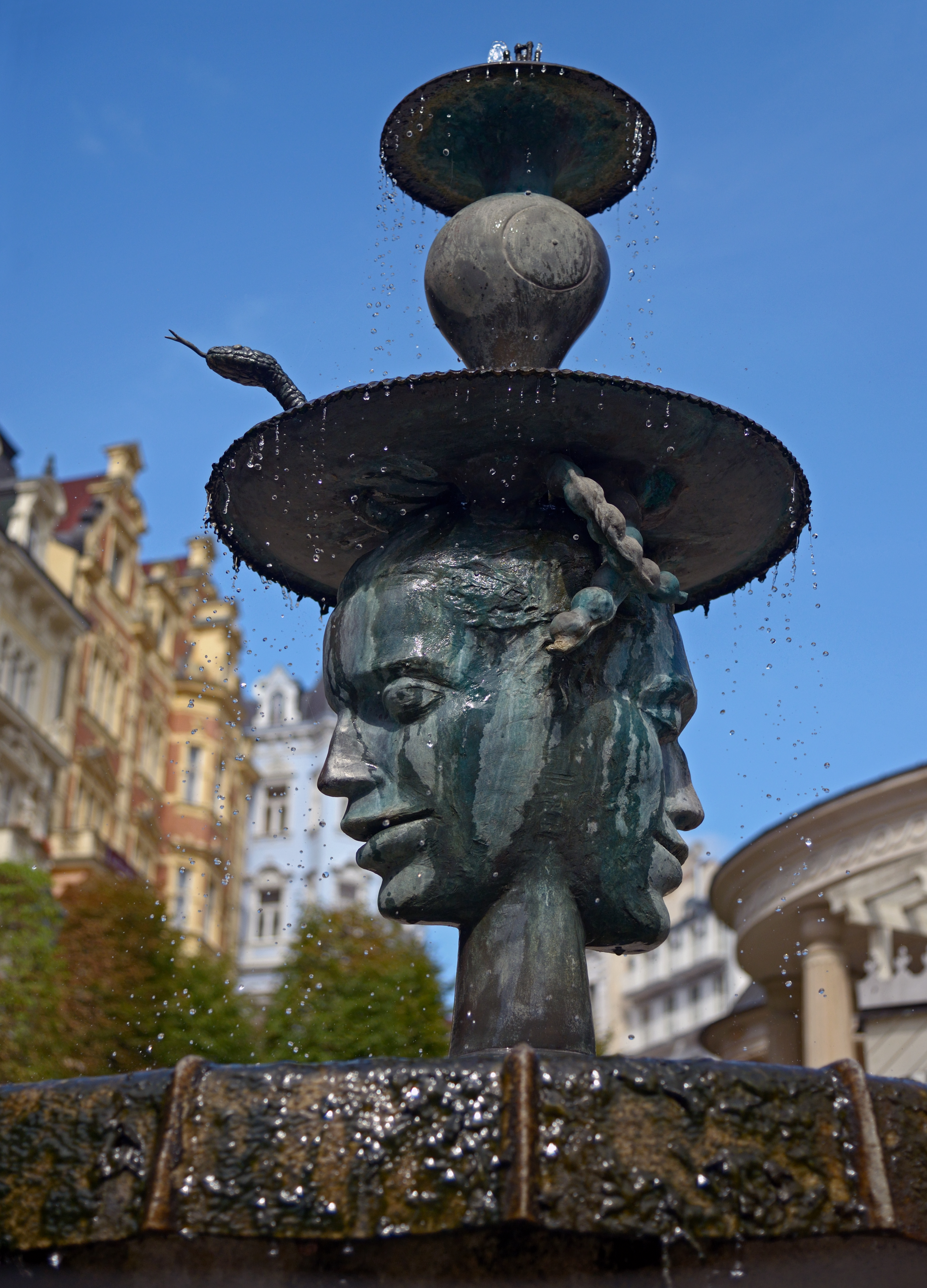
Fontána u Zámeckých lázní v Karlových Varech

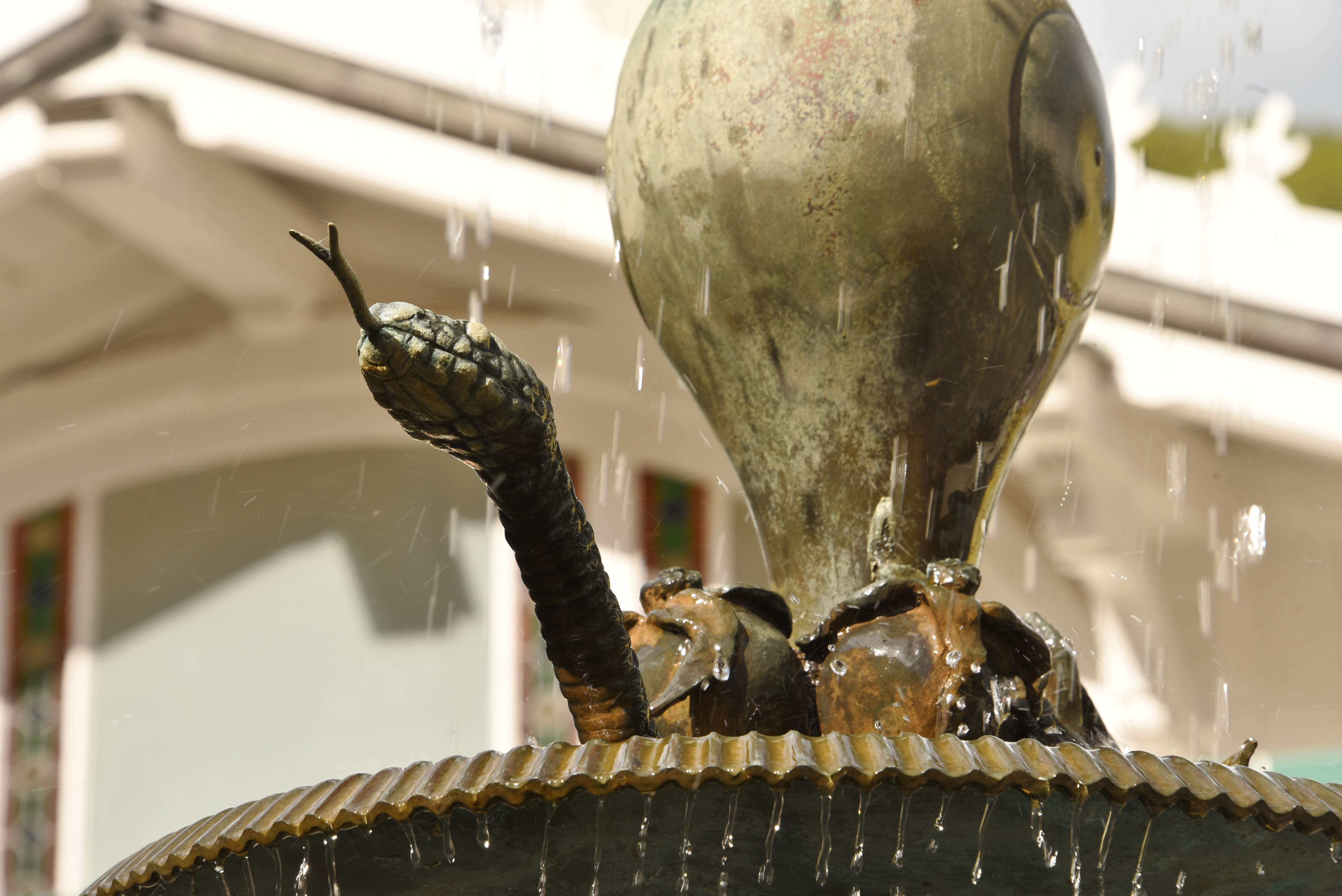
Detail z fontány u Zámeckých lázní v Karlových Varech

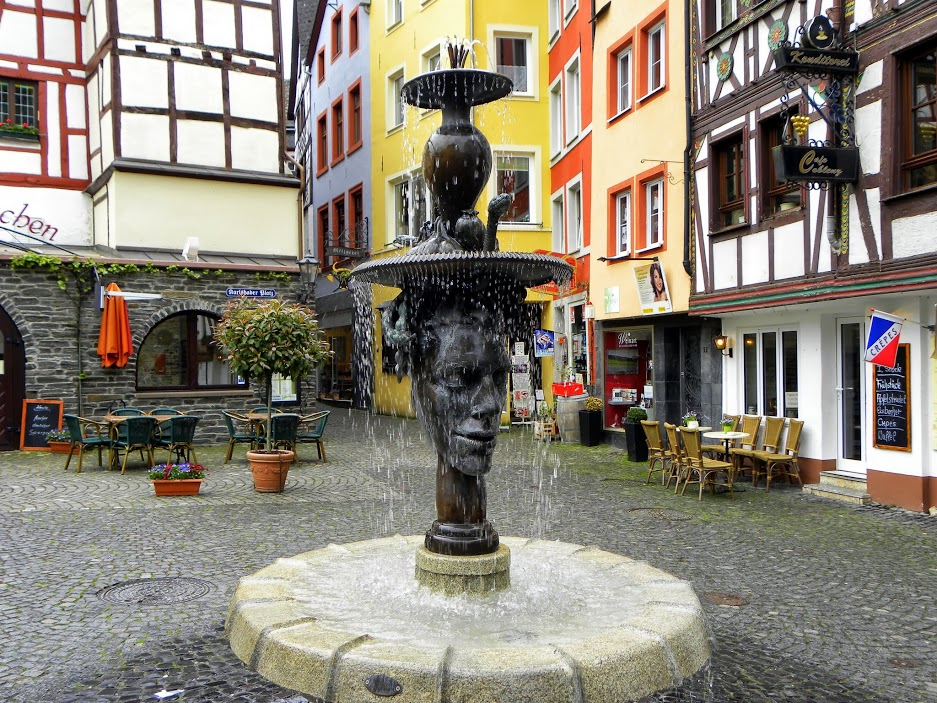
Partnerschafts-Brunnen v Bernkastel-Kues

Přehled prací Jana Kotka:

### Počátky
- 1984 – Dívka – sádra, diplomová práce na Akademii výtvarných umění v Praze
- 1985 – Jana – bronz
- 1985 – Dívka – dřevo
- 1985 – Noční hlídač – cín
- 1986 – Odpočívající – sádra

### Vlastní tvorba
- 1984–1985 – Mládí (tehdy: Mladí budují socialismus) – bronz, nadživotní figurální plastika v Karlových Varech – Drahovicích
- 1985–1986 – Odpočívající – slivenecký mramor
- 1986 – Gogol – bronz, reliéf s hlavou ruského spisovatele Nikolaje Vasiljeviče Gogola
- 1986 – Kamzík – přesná bronzová replika původní zinkové sochy Augusta Kisse z roku 1851; Jelení skok je jedním ze symbolů města Karlovy Vary
- 1988 – Na ostří – cín
- 1988 – Akrobati – cín

### Po listopadu 1989
- 1993–2007 – Zrození – dřevo (lípa)
- 2000 – Nebezpečný polibek – dřevo
- 2000 – Jana, Markétka – bronz

#### Skleněné období
- 1996 – Sépie – sklo
- 1996 – Hlavy – sklo
- 1996 – Hlava – sklo
- 1996 – Dívky – sklo
- 1996 – Květ – sklo
- 1997 – Pavouk – mramor, sklo
- 1997 – Žena – sklo
- 1997 – David – sklo
- 1997 – Dívka – sklo
- 1997 – Včela – sklo
- 1997 – Saranče – sklo
- 1997 – Mravenec – sklo
- 1997 – Hlava – sklo
- 1997 – Meditace – sklo

#### Kamenné období
- 1996–2007 – Salome – mramor
- 2001 – Lovec – vápenec – kopie pro palác Koburg, Vídeň
- 2003–2005 – Sv. Ludmila – pískovec, kopie sousoší z dílny M. B. Brauna

#### Bronzové období
- 1991 – Tanečnice – bronz
- 1993 – Zrození – bronz
- 1994 – Svícen – bronz
- 1998 – Pieta – bronz, pomník obětem 1. a 2. světové války byl slavnostně odhalen 8. května 2000 v Karlových Varech
- 2001 – Den a noc – bronz, fontána na Zámecké kolonádě v Karlových Varech
- 2005 – Fontána v Bernkastel-Kues – bronz
- 2007 – Pomník Tomáše Garrigua Masaryka v Karlových Varech – bronz, slavnostní odhalení 15. září 2007, v červnu 2012 byl doplněn nápis